# George A. Wright
George A. Wright (... – Norwalk, 14 marzo 1937) è stato un attore e regista statunitense.
Non si hanno dati precisi dei primi anni di Wright. Iniziò la sua carriera cinematografica come attore presso la Edison Company nel 1915 apparendo in On the Stroke of Twelve nel ruolo di un detective. Restò alla Edison fino al 1916, apparendo in circa una ventina di pellicole. In quell'anno, diresse anche un film, The Catspaw, un lungometraggio interpretato da Miriam Nesbitt e Marc McDermott. Wright passò quindi a lavorare per altre compagnie tra cui la Vitagraph e la Famous Players Film Company.

## Filmografia

### Attore
- On the Stroke of Twelve, regia di John H. Collins (1915)
- In the Shadow of Death (1915)
- The Phantom Thief, regia di John H. Collins (1915)
- The Wrong Woman, regia di Richard Ridgely (1915)
- The Tragedies of the Crystal Globe, regia di Richard Ridgely (1915)
- Eugene Aram, regia di Richard Ridgely (1915)
- The Scar of Conscience, regia di Eugene Nowland (1915)
- Shadows from the Past, regia di Richard J. Ridgely (1915)
- The Way Back, regia di Carlton King (1915)
- Across the Great Divide, regia di Edward C. Taylor (1915)
- Ranson's Folly, regia di Richard Ridgley (Richard Ridgely) (1915)
- Vanity Fair, regia di Charles Brabin e Eugene Nowland (1915)
- The Magic Skin, regia di Richard Ridgely (1915)
- The Mystery of Room 13, regia di George Ridgwell (1915)
- Cartoons on a Yacht, regia di Raoul Barré (1915)
- The Destroying Angel, regia di Richard Ridgely (1915)
- The Heart of the Hills, regia di Richard Ridgely (1916)
- The White Raven, regia di George D. Baker (1917)
- His Father's Son, regia di George D. Baker (1917)
- God's Law and Man's, regia di John H. Collins (1917)
- The Mysterious Miss Terry, regia di J. Searle Dawley (1917)
- The Blind Adventure, regia di Wesley H. Ruggles (1918)
- Bucking the Tiger, regia di Henry Kolker (1921)
- Why Not Marry?, regia di John S. Lopez (1922)

### Regista
- The Catspaw (1916)